# ملخ‌های متقاطع-دوار

شکل حرکت ملخ‌های واگرد هم‌محور

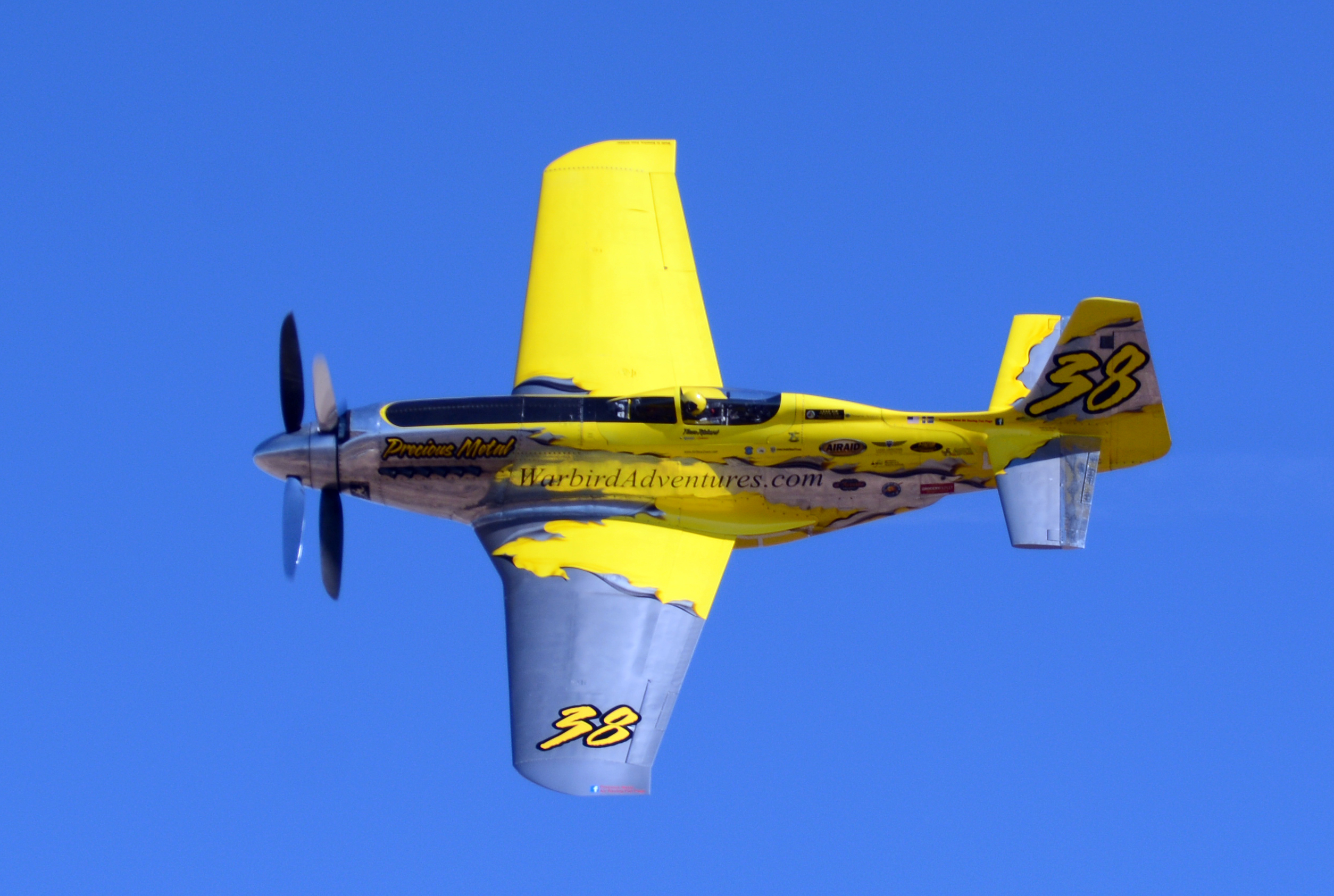
ملخ‌های متقاطع-دوار هواپیمای P 51XR Mustang N6WJ

ملخ‌های واگَرد هم‌محور (به انگلیسی: Contra-rotating propellers) به یک جفت ملخ می‌گویند که در نوک هواپیما و بدنه آن به صورت هم محور نصب می‌شوند. این جفت پروانه در خلاف جهت همدیگر دوران می‌کنند تا نیروی حاصل از سمت‌گشت (yaw) همدیگر را خنثی کنند. این نوع پروانه‌ها در هواپیماهای تک‌موتوره استفاده می‌شود.